# (15507) Rengarajan
(15507) Rengarajan (1999 RC166) – planetoida z pasa głównego asteroid okrążająca Słońce w ciągu 3,71 lat w średniej odległości 2,39 j.a. Odkryta 9 września 1999 roku.